# Стражица
Стражица (буг. Стражица) град је у Републици Бугарској, у северном делу земље, седиште истоимене општине Стражица у оквиру Великотрновске области.

## Географија
Положај: Стражица се налази у северном делу Бугарске. Од престонице Софије град је удаљен 260 km источно, а од средишта области, Великог Трнова, град је удаљен 40 km североисточно.
Рељеф: Област Стражице се налази у југоисточном ободу Влашке низије. Град се сместио у бреговитом подручју, на приближно 90 m надморске висине. Крај око град се назива Големом Реком.
Клима: Клима у Стражици је континентална.
Воде: Око Стражице има и више мањих водотока.

## Историја
Област Стражице је првобитно било насељено Трачанима, а после њих овом облашћу владају стари Рим и Византија. Јужни Словени ово подручје насељавају у 7. веку. Од 9. века до 1373. године област је била у саставу средњовековне Бугарске.
Крајем 14. века област Стражице је пала под власт Османлија, који владају облашћу 5 векова.
Године 1878. град је постао део савремене бугарске државе. Насеље постоје убрзо средиште окупљања за села у околини, са више јавних установа и трговиштем.

## Становништво
| 1965. | 1975. | 1985. | 1992. | 2001. |
| ----- | ----- | ----- | ----- | ----- |
| 4,097 | 5,029 | 5,392 | 5,554 | 5,278 |

По проценама из 2010. године Стражица је имала око 5.500 становника. Огромна већина градског становништва су етнички Бугари. Остатак су махом Роми. Последњих деценија град губи становништво због удаљености од главних токова развоја у земљи.
Претежан вероисповест месног становништва је православна.